# Franz Schafheitlin
Franz Schafheitlin, nato Franz Erwin Paul Schafheitlin, (Berlino, 9 agosto 1895 – Monaco di Baviera, 6 febbraio 1980), è stato un attore tedesco di cinema, teatro e televisione.
Nella sua carriera, iniziata nel 1930, girò circa duecento film. Dai primi anni cinquanta, la sua diventò una presenza costante anche per il piccolo schermo. Apparve per l'ultima volta in tv nel 1980, l'anno della sua morte. Morì a Monaco, l'8 febbraio, a 84 anni.

## Filmografia
- Nina Petrowna (Die wunderbare Lüge der Nina Petrowna), regia di Hanns Schwarz (1929)
- Die Blumenfrau von Lindenau, regia di George Jacoby (1931)
- La figlia del reggimento (Die Tochter des Regiments), regia di Carl Lamac (1933)
- Viva la vita (Sonnenstrahl), regia di Pál Fejös (1933)
- Quel diavolo d'uomo (Leutnant Bobby, der Teufelskerl), regia di Georg Jacoby (1935)
- La maschera eterna (Die ewige Maske), regia di Werner Hochbaum (1935)
- Wer bist Du?, regia di Jürgen von Alten (1938)
- Tu mi appartieni (Dein Leben gehört mir), regia di Johannes Meyer (1939)
- Casa lontana, regia di Johannes Meyer (1939)
- Allegri vagabondi (Die lustigen Vagabunden), regia di Jürgen von Alten (1940)
- Io accuso (Ich klage an), regia di Wolfgang Liebeneiner (1941)
- Il grande re (Der große König), regia di Veit Harlan (1942)
- Die Entlassung, regia di Wolfgang Liebeneiner (1942)
- Stimme des Herzens, regia di Johannes Meyer (1942)
- Mit den Augen einer Frau, regia di Karl Georg Külb (1942)
- Herr Sanders lebt gefährlich, regia di Robert A. Stemmle (1944)
- Eines Tages, regia di Fritz Kirchhoff (1945)
- Die Schuld des Dr. Homma, regia di Paul Verhoeven (1951)

### Televisione
- Der Kaufmann von Venedig, regia di Otto Schenk – film TV (1968)